# Тепловское
Тепловское (каз. Тепловское) — упразднённое село в Северо-Казахстанской области Казахстана. В 2018 г. включено в состав города Петропавловска. Код КАТО — 591000500.

## Население
В 1999 году население села составляло 57 человек (29 мужчин и 28 женщин). По данным переписи 2009 года, в селе проживало 56 человек (28 мужчин и 28 женщин).